# Liste von Krokodilbrunnen
In dieser Liste sind Krokodilbrunnen aufgeführt, also Brunnen im öffentlichen Raum, die Krokodile zum Thema haben.

## Deutschland
| Bezeichnung                                 | Bild           | Standort                                               | Künstler                         | Errichtung Einweihung | Weitere Informationen                                              |
| ------------------------------------------- | -------------- | ------------------------------------------------------ | -------------------------------- | --------------------- | ------------------------------------------------------------------ |
| Neptun-Brunnen mit Krokodil und Schildkröte | weitere Bilder | Berlin-Mitte (Lage)                                    | Entwurf: Reinhold Begas (Berlin) | 1891                  | Siehe auch: Neptun-Brunnen mit einem Krokodil und Schildkröte      |
| Krokodilbrunnen (Berlin)                    |                | Berlin-Lichtenberg, Tierpark Berlin, Alfred-Brehm-Haus | Gerhard Hurte                    |                       | Siehe auch Liste der Brunnenanlagen im Berliner Bezirk Lichtenberg |

## Weitere
| Bezeichnung                               | Bild           | Standort                                                    | Staat      | Künstler | Errichtung Einweihung | Weitere Informationen |
| ----------------------------------------- | -------------- | ----------------------------------------------------------- | ---------- | --- | --- | --- |
| Barmalei-Brunnen                          | weitere Bilder | Wolgograd (ehemals Stalingrad), vor dem Hauptbahnhof (Lage) | Russland   | Ursprünglicher Brunnen: Olga Nikolajewna Kudrjawzewa (nach anderen Quellen Romuald Romualdowitsch Iodko Heutiger Brunnen: Alexander Nikolajewitsch Burganow) | Ursprünglich in den 1930er Jahren in der Nähe des heutigen Standorts errichtet Entfernung: 1951 Neuerrichtung in veränderter Form am heutigen Standort: 2013 | - Krokodil in der Mitte mit außen herum tanzenden Kindern und Fröschen am Brunnenrand - Benannt nach einem russischen Märchen - Vom ursprünglichen Brunnen wurden mehrere identische Exemplare auch in anderen Städten aufgestellt - Aufgrund mehrerer historischer Fotografien zählt der Barmalei-Brunnen zu den wichtigsten Symbolen für die Schlacht um Stalingrad |
| Denkmal für Heinrich den Seefahrer (Dili) | weitere Bilder | Dili, Praça da Proclamação da Independência (Lage)          | Osttimor   | | Einweihung des Denkmals: 1960; Erweiterung mit Brunnen: 2012                                                                                                 | - Krokodilköpfe als Wasserspeier - Das Krokodil ist ein nationales Symbol Osttimors - Beim Bau des Brunnens wurde ein Massengrab entdeckt |
| Krokodilbrunnen (Bogotá)                  |                | Bogotá                                                      | Kolumbien  | | | |
| Krokodilbrunnen (Brüssel)                 |                | Brüssel, Square des Blindés/Pantsertroepensquare (Lage)     | Belgien    | | | |
| Krokodilbrunnen (Brünn)                   | weitere Bilder | Brünn, Brünn-Mitte, Trnitá, Galerie Vaňkovka (Lage)         | Tschechien | | | |
| Krokodilbrunnen (Khartum)                 |                | Khartum (Lage)                                              | Sudan      | | | |
| Krokodilbrunnen (Nîmes)                   | weitere Bilder | Nîmes, Place du Marché (Département Gard) (Lage)            | Frankreich | | | [ 1 ] |
| Krokodilbrunnen (Warschau)                | weitere Bilder | Warschau (Lage)                                             | Polen      | Stanisław Jackowski | Erbauung: 1930; Rekonstruktion: 1960 | |
| Krokodilbrunnen (Wien)                    | weitere Bilder | Wien-Hietzing, in der Hermesvilla (Lage)                    | Österreich | Viktor Tilgner | | |